# Локи (Marvel Comics)
Ло́ки  (англ. Loki) — персонаж комиксов издательства Marvel Comics, созданный на основе скандинавского бога хитрости, обмана и коварства. Локи — сводный брат Тора. В разные периоды выступает как в роли суперзлодея (противостоит Тору и Мстителям), так и супергероя (участник команды Могучих Мстителей, личная серия комиксов «Локи: Агент Асгарда»).
В Кинематографической вселенной Marvel персонажа играет Том Хиддлстон, он появился в фильмах «Тор» (2011), «Мстители» (2012), «Тор 2: Царство тьмы» (2013), «Тор: Рагнарёк» (2017), «Мстители: Война бесконечности» (2018), «Мстители: Финал» (2019), а также в сериале «Локи» (2021) и мультсериале «Что, если…?» (2021) на Disney+.

## История создания
Впервые персонаж Локи появился в комиксе «Venus #6» (август, 1949 год), где он был неточно представлен как олимпийский бог, сосланный в Тартар. Первое его официальное появление состоялось в комиксе «Journey into Mystery #85» (октябрь 1962), где он был повторно введён братьями Стэном Ли и Ларри Либером и переделан Джеком Кирби. Также Локи появлялся в различных номерах комиксов «Journey into Mystery», «Тор», «Мстители» и нескольких других сериях.
В итоге издательство Marvel Comics нашло персонажа достаточно популярным, чтобы позволить Роберту Роди продолжить создание мини-серии Loki #1-4 (июль 2004 — октябрь 2004), которая предоставляет возможность иначе взглянуть на героя. Особенностями мини-серии были созданные художником Эсадом Рибиком обложки и внутренние страницы комиксов.

## Биография

### Происхождение
После того, как ледяные великаны были повержены, Один обнаружил в цитадели ребёнка-полукровку (мать его была из рода асов, отец — повелитель йотунов Лафей; в соответствии со скандинавскими правилами образования отчеств, его полное имя — Локи Лафейсон).
Лафей скрывал его от своих подданных из-за небольшого, для ледяного великана, роста. Один не смог убить невинного ребёнка; он взял мальчика в Асгард и воспитал его как родного сына, вместе с собственным наследником — Тором.

### Взросление
Всё своё детство и юность Локи терпел унижения из-за различий между собой и Тором. Жители Асгарда прежде всего ценили физическую силу, упорство и храбрость в сражениях, но в этом Локи не мог тягаться с Тором. Однако, призвание Локи лежало в других областях. Он обладал большими способностями к колдовству, возможности повелевать волшебными силами, и так или иначе хотел стать самым сильным богом во всем Асгарде и сокрушить Тора. Из-за своего таланта к причинению вреда, он стал известен как Бог Лжи и Вреда. Однако, вместо того, чтобы творить безопасные шутки, он становился всё более злонамеренным в своих поступках, а его жажда власти и мести была очевидна всем, кто был вокруг него. Несколько раз он пробовал использовать уловки, чтобы избавиться от Тора. Его прозвище сменилось с трикстера на Бога Зла. В течение столетий, Локи, множество раз, пытался захватить власть над Асгардом и убить Тора. Он даже помог штормовому гиганту Гхану сбежать от Тора, и оказывал поддержку другим врагам Асгарда. Один, который долго попустительствовал попыткам Локи, с помощью магии заключил его в тюрьму, в пределах волшебного ясеня, пока кто-либо не прольёт над ним слёзы. Локи, в конечном счёте, подчинил своей воле дерево, заставил его уронить лист в глаз Хеймдала, из-за чего тот уронил слезу и, сам того не зная, освободил Локи. После этого его жажда власти и желание отмщения только увеличилась. Локи собрал обширное досье в Асгарде, и часто ссылался на него. После встречи с волшебником Эльдрадом, он повысил своё мастерство в чёрной магии. Локи, позднее отплатил Эльдраду, отдав его на растерзание демону огня Суртуру.

### Сражения с героями Земли

Женское обличье бога Локи

Планы Локи часто имели отношение к Земле, из-за чего с ним сражались герои планеты, чтобы защитить как Землю, так и Асгард. Сначала, он боролся против Тора, в современные времена, после своего побега из дерева. Тогда Локи управлял Халком, используя иллюзию, одновременно в астральной форме пытаясь соблазнить Тора идеей возвращения в Асгард. Это привело к формированию Мстителей, так как некоторые герои прибыли, чтобы встретить Халка.
Тор стал одним из основателей этой команды. Несколько раз, Локи, не борясь с ним напрямую, создавал для него угрозы. Так он увеличил умственные способности гадалки Сэнду, сделав её способной поднимать здания силой своего разума, освободил Мистера Хайда и Кобру, усилив их, но все они были побеждены. Среди лучших слуг Локи был преступник Карл Крил, которого он преобразовал в суперзлодея, известного как Поглотитель, ставшим серьёзным противником Тора за эти годы.
Локи пытался повернуть Одина против Тора и украсть зачарованный молот Тора — Мьёльнир, но его усилия были безуспешны. Тогда он убедил Одина идти на Землю и оставить его ответственным за Асгард с частью войска. После этого, Локи выпустил штормового гиганта Скагга и огненного демона Суртура, чтобы убить Одина. Однако Тор, вместе Бальдером помог отцу победить монстров, и Локи отправили служить гномам. Локи был ответственен за пробуждение Разрушителя, приведя Охотника к Храму, где находилась броня Разрушителя, в то время как, находящийся рядом, Тор заставил душу Охотника оживить броню. Но Тор вынудил Охотника вернуться в своё тело, похоронив броню под скалами. Позднее, Локи пытался использовать Поглотителя для победы над Одином и захвата Асгарда, в результате чего оба были высланы в космос.

## Силы и способности
Локи по своему происхождению является йотуном из Йотунхейма, хотя не обладает обычным для них ростом. Он владеет уникальными физическими навыками: огромной силой, доставшейся ему от своих предков, сверхчеловеческой выносливостью, иммунитетом ко всем известным болезням и ядам.
Локи владеет искусством чёрной магии, что позволяет ему создавать области силы, временно повышающие его собственную физическую мощь, давать сверхчеловеческие способности живым существам или неодушевлённым объектам, иметь способность к полёту, гипнозу, созданию иллюзий и телепортации.
Также он обладает способностью менять свой облик на звериный (лось, волк, лисица) и на человеческий (он становился Алой Ведьмой для освоения своих злодейских замыслов). Кроме своих познаний в магии, Локи обладает хорошо развитым умом. Он — опытный манипулятор и интриган. Однако, его ненависть к Тору, жажда власти и беспринципные методы препятствуют осуществлению его хитроумных и изощрённых планов. 

## Альтернативные версии

### Земля Икс
В реальности Земли-9997 Локи обманул Одина, превратив Тора в женщину, сказав, что ему нужно научиться смирению в образе женщины. Позже, он наложил заклинание на Биврёст, что если Тор вернётся в Асгард, он получит полную свободу действий на Земле. В этой реальности Локи понял, что асгардцы на самом деле, не боги, а долгоживущие мутанты невероятной силы, которые мысленно заблокированы Целестиалами, чтобы они верили в то, что бессмертны. Таким образом, они не будут развиваться дальше как мутанты и потенциально не станут угрозой для их планов. Он рассказывает Одину и другим об их истинном происхождении, но они отказываются ему верить. Чтобы заставить их увидеть правду, он наносит удар себе в сердце и бросается в царство мёртвых Хелы. Затем, он убеждает их противостоять атаке Целестиалов на Землю, но, сражаясь с Целестиалами, они заставляют асгардцев думать, что они ничто и уже мертвы, все, кроме Локи.
Спустя годы, Один послал Тора на Землю в качестве чемпиона, чтобы сразиться с Локи, но Локи убедил Тора в манипуляциях Одина над асгардцами, и эти двое объединились, чтобы сразиться с ним. После того, как Один был побеждён и Земля была в безопасности, Тор вернулся к своей форме Дональда Блейка, а Локи превратился в нового Тора. Вместе с Рансаком Отверженным и Ахурой, сыном Чёрного Грома, они стали новым воплощением Мстителей.

## Вне комиксов

### Мультсериалы
1960-е
- В первом мультсериале «Могучий Тор» из цикла «Супергерои Marvel» 1966 года является главным злодеем мультсериала, который продержался в эфире всего один сезон из 13 серий.

1980-е
- Появляется в одной из серий мультсериала «Человек-паук и его удивительные друзья».

2000-е
- Локи появляется в «Отряде супергероев», где озвучен Тедом Биасели.

2010-е
- Появляется в мультсериале «Мстители. Величайшие герои Земли» как один из суперзлодеев.
- Локи появляется в мультсериалах происходящих в одной вселенной (12041), где его озвучивал Трой Бэйкер.
  - Появляется в мультсериале «Совершенный Человек-паук» как враг Тора и Человека-Паука.
  - Появляется в мультсериале «Мстители, общий сбор!» как один из суперзлодеев. В 4 сезоне появляется отсылка к его альтернативной версии где он получает и Плащ Левитации и Око Агамотто.
  - Появляется в мультсериале «Халк и агенты У.Д.А.Р.» как враг Тора и агентов У.Д.А.Р.а.
  - Появляется в мультсериале «Стражи Галактики». Он пользуется доверием Тора и аккуратно пытается развязать войну с Спартаксом и Асгардем. После развязывания войны, он становится временным правителем Асгарда. После мнимой, смерти Тора и принца Питера Квила приходит, чтобы подписать мир между Спартаксом и Асгардом. Стражи Галактики доказывают, что во всём виноват Локи, но ему всё равно, так как теперь он официально является правителем Асгарда. Появляется Тор, говорящий что у него нет таких полномочий и приказывает взять Локи под стражу. Вдруг, Спартакс атакует Танос и Локи в хаосе сбегает, но позже помогает героям в борьбе за то, что Танос угрожал его дому. После победы над Таносом, Тор позволяет Локи уйти. Во втором сезоне помогает Стражам избавится от симбиотов в Асгарде, а в третьем остановить злодейские замыслы Змея.
- Локи появляется в мини серии «Лего Марвел Супергерои: Максимальная Перезагрузка», озвученным Троем Бэйкером.
- Появляется в аниме-мультсериале «Мстители: Дисковые войны».

### Сериал

#### Кинематографическая вселенная Marvel
- Том Хиддлстон повторил роль Локи в сериале «Локи». Первый сезон транслировался на Disney+ летом 2021 года, второй — осенью 2023 года.

Сериал посвящён Локи, которому удалось сбежать с Тессерактом (Камнем Пространства) из альтернативного 2012 года в «Мстителях: Финал».

### Фильмы

#### Анимационные
- В полнометражном мультфильме «Тор: Сказания Асгарда» (2011) Локи озвучивает Рик Гомес. Этот мультфильм по содержанию является приквелом ко всей дальнейшей эпопее о Торе-герое Асгарда. Здесь Локи и Тор — ещё дети, и отношения между ними вполне дружеские, они помогают друг другу во время путешествия за Мечом Суртура.
- Локи появился в мультфильме «Приключения Супергероев: Морозный Бой / Marvel Super Hero Adventures: Frost Fight!».

### Кинематографическая вселенная Marvel

#### Тор

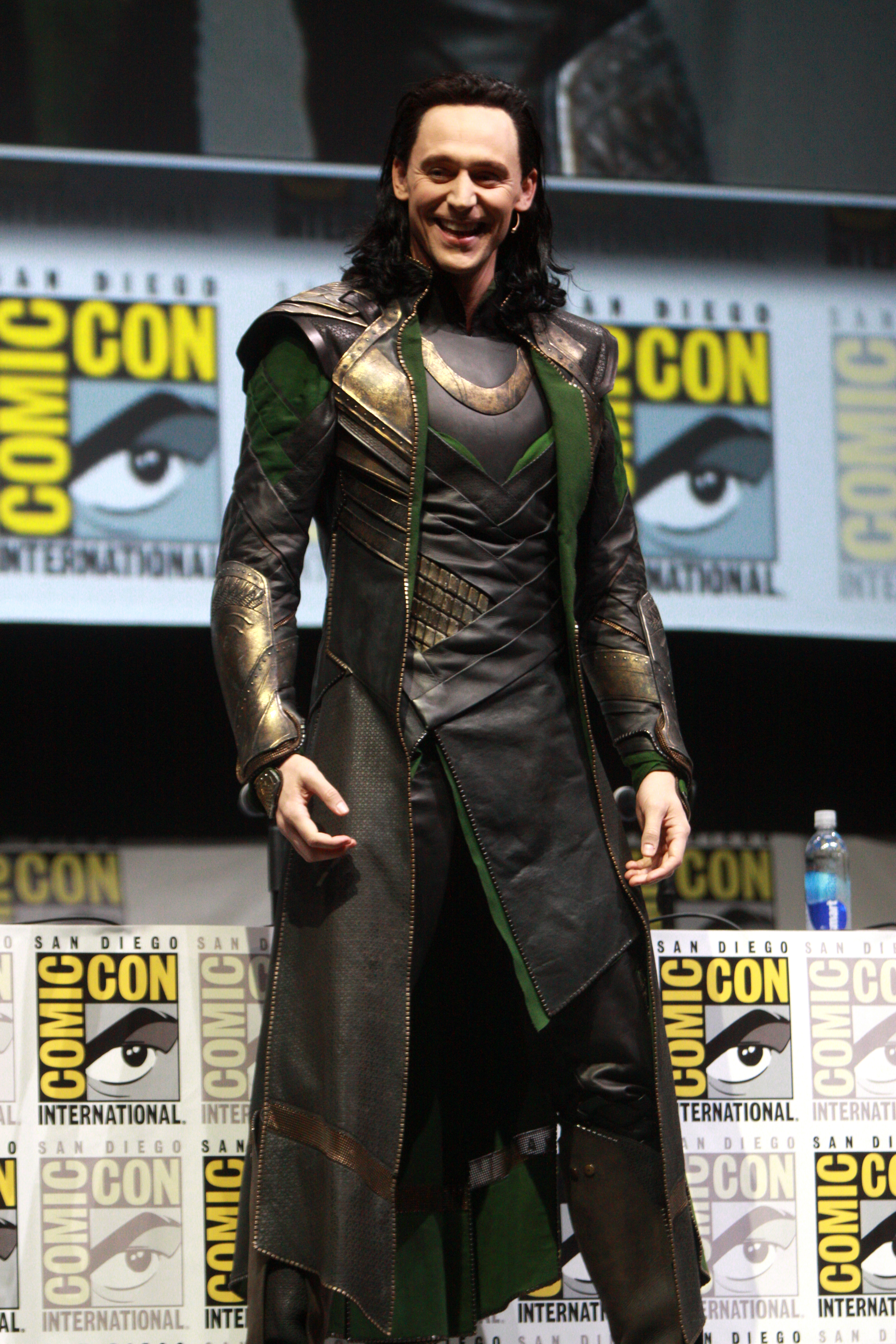
Том Хиддлстон в костюме Локи из фильма «Тор», Comic Con-2013

- В полнометражном фильме «Тор» (2011), режиссёра Кеннета Браны, роль Локи исполнил актёр Том Хиддлстон[7]. Локи является главным антагонистом. Он хотел уничтожить Ётунхейм и править Асгардом, но был побеждён и падает в пространственную дыру следом за разрушенным радужным мостом.

#### Мстители
- В полнометражном фильме «Мстители» (2012) Локи вновь является главным злодеем. Он использовал Тессеракт, чтобы призвать на Землю инопланетную армию читаури и с её помощью завоевать мир. В конце был побеждён Халком и телепортировался с Тором в Асгард для заточения. Здесь его также сыграл Том Хиддлстон.

#### Тор 2: Царство тьмы
- В полнометражном фильме «Тор 2: Царство тьмы» (2013) Том Хиддлстон снова играл Локи. В фильме Локи был пленником в тюрьме Асгарда, там он находился из-за событий произошедших в Нью-Йорке в фильме Мстители, но после стечения некоторых обстоятельств был освобождён его сводным братом Тором. После побега, который устроил Тор для Локи, последний присоединился к Тору и стал помогать ему. В фильме было показано, что Локи погиб, однако в конце фильма стало ясно, что он выжил и взошёл на трон Асгарда под видом Одина.

#### Мстители: Эра Альтрона
- Сцена с участием Тома Хиддлстона, вернувшегося к образу Локи для эпизодической роли, была вырезана из основной версии фильма[8]. Ожидалось появление сцены в дополнительных материалах в версии на DVD и Blu-ray, выпуск которых состоялся 2 октября 2015[9].

#### Тор: Рагнарёк
- Локи продолжает изображать Одина (после событий Царства тьмы), но Тор, прилетая в Асгард, раскрывает обман и берёт Локи с собой на Землю чтобы найти отца. Заручившись помощью Доктора Стрэнджа, братья находят умирающего Одина, а затем встречаются с Хелой, его первой дочерью. Пытаясь сначала бороться с ней (при этом Тор теряет Мьёлнир), а затем бежать через Биврёст, оба брата оказываются на Сакааре. Локи втирается в доверие к Грандмастеру, но когда видит что чемпионом Сакаара является Халк, понимает что нужно бежать. В дальнейшем он сталкивается с Валькирией, пробуждает в ней воспоминания о битве с Хелой, тем самым вынуждает её помочь Тору и Халку вернуться. Затем он пытается обмануть Тора снова, но Тор, видя обман, парализует Локи и оставляет на Сакааре. В дальнейшем Локи находят революционеры, и тот присоединяется к ним. Сначала Локи участвует в битве за Асгард, затем помогает вызвать Суртура и начать Рагнарёк, чтобы покончить с Хелой. После всех событий, окончательно примиряется с Тором и хочет вернуться с ним и Асгардцами на Землю, но их встречает Танос…

#### Мстители: Война бесконечности
- Том Хиддлстон повторил роль Локи в полнометражном фильме «Мстители: Война бесконечности», премьера которого состоялась в 2018 году. По сюжету Локи отдаёт Тессеракт Таносу, чтобы спасти Тора. Он пытается напасть на титана, но тот удушает его насмерть со словами «на сей раз не воскреснет», а значит Локи погиб безвозвратно.

#### Мстители: Финал
- Локи появляется в этом фильме во время путешествий Мстителей во времени. В начале он появляется в Битве за Нью-Йорк. Тони Старк из настоящего пытается украсть Тессеракт, но его вырубает Халк из прошлого и Куб попадает к Локи, который телепортируется в неизвестном направлении. Также Локи появляется в Асгарде 2013 года, когда Тор и Ракета пытаются забрать Эфир.

### Видеоигры
- Появляется в игре «Marvel Super Hero Squad Online» в нескольких вариантах: в качестве боссов («классическая» и версия из фильмов), а также в качестве играбельного персонажа (версия из фильмов).
- Локи — один из главных антагонистов в Marvel: Ultimate Alliance. Там, именно он организует атаку на Асгард, чем помогает Доктору Думу с похищением Одина. Дважды выступает как босс — в своём обычном обличии и в броне Разрушителя.
- Играбельный персонаж в Marvel Heroes. Среди доступных костюмов «классический» Локи и версия из фильмов.
- В Lego Marvel Super Heroes, объединяется с Доктором Думом и другими злодеями, однако впоследствии всех обманывает и приводит на Землю Галактуса.
- Играбельный персонаж в Lego Marvel's Avengers, так же главный злодей первой половины игры, сюжет которой был основан на фильме Мстители (фильм, 2012).
- Является играбельным персонажем в Marvel Rivals

## Критика и отзывы
В 2009 году Локи занял 8 место в списке «100 лучших злодеев комиксов» по версии IGN.
Персонаж Локи «был любимцем фанатов с тех пор, как он сыграл главную роль в „Мстителях“ 2012 года», став «одним из самых любимых персонажей КВМ». Хиддлстон получил ряд номинаций и наград за исполнение персонажа.
| Год  | Фильм               | Премия              | Категория                                        | Результат | Cc     |
| ---- | ------------------- | ------------------- | ------------------------------------------------ | --------- | ------ |
| 2011 | Тор                 | Scream Awards       | Премия Scream за прорывное выступление — мужское | Номинация | [ 13 ] |
| 2012 | Тор                 | Империя             | Лучший мужской дебют                             | Победа    | [ 14 ] |
| 2012 | Тор                 | Сатурн              | Лучшая мужская роль второго плана                | Номинация | [ 15 ] |
| 2012 | Мстители            | Teen Choice Awards  | Choice Movie: Villain                            | Номинация | [ 16 ] |
| 2013 | Мстители            | Kids' Choice Awards | Любимый злодей                                   | Номинация | [ 17 ] |
| 2013 | Мстители            | MTV Movie Awards    | Лучший злодей                                    | Победа    | [ 18 ] |
| 2014 | Тор 2: Царство тьмы | Империя             | Лучшая мужская роль второго плана                | Номинация | [ 19 ] |
| 2014 | Тор 2: Царство тьмы | Сатурн              | Лучшая мужская роль второго плана                | Номинация | [ 20 ] |
| 2018 | Тор: Рагнарёк       | Teen Choice Awards  | Teen Choice Award for Choice Movie Scene Stealer | Номинация | [ 21 ] |